# Hecatónquiros

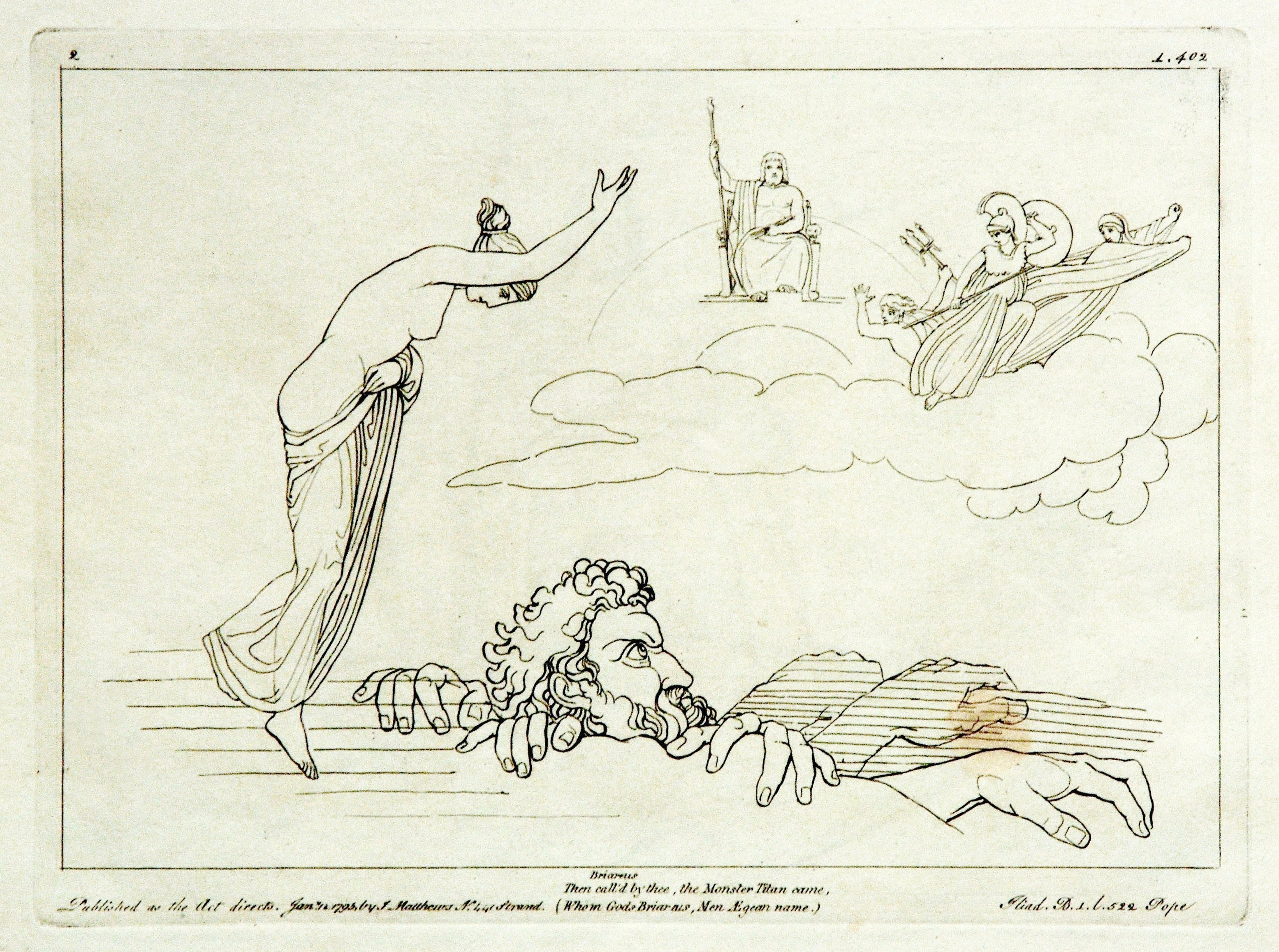
Talla dulce de 1793, obra de Tommaso Piroli (1752 – 1824) a partir de un dibujo de John Flaxman, empleada en una edición de la Ilíada de 1795: Tetis invoca a Briareo.

En la mitología griega, los hecatónquiros —también hecatonquiros o hecatónqueros—(en griego, Ἑκατόγχειρες Hekatónkheires o Ἑκατόνταχειρας Hekatóntakheiras: «de cien manos»), eran unos gigantes con cien brazos y cincuenta cabezas. Conocidos también como centimanos o centímanos (del latín Centimani), estos tres hermanos son la prole de Urano y Gea.
Tienen su papel más prominente en la Teogonía, en donde son los últimos en nacer de entre sus hermanos; primero vinieron al mundo los titanes y luego los cíclopes. «También de Gea y Urano nacieron otros tres hijos enormes y violentos cuyo nombre no debe pronunciarse: Coto, Briareo y Giges, monstruosos engendros. Cien brazos informes salían agitadamente de sus hombros y a cada uno le nacían cincuenta cabezas de los hombros, sobre robustos miembros. Una fuerza terriblemente poderosa se albergaba en su enorme cuerpo». Hesíodo nunca los menciona como hecatónquiros; esta denominación empezó a ser utilizada por algunos autores tardíos, comenzando por Apolodoro. Este también los llama individualmente como Briareo, Gíes y Coto, y dice en cambio que fueron los primeros hijos concebidos por Gea y Urano. Higino, que confunde las estirpes de los Uránidas, llama titanes a Briareo y Giges.
Como es fama Urano, temiendo ser destronado según Acusilao, confinaba a sus hijos en el Tártaro:«cada vez que alguno de ellos estaba a punto de nacer, Urano los retenía a todos ocultos en el seno de Gea sin dejarles salir a la luz». La Biblioteca mitológica nos dice que tras la castración de Urano por parte de Crono y el ascenso de este al poder, el nuevo soberano del mundo encerró una vez más a los hecatónquiros en el Tártaro. Además añade el dato de que apostó de carcelera a la monstruosa Campe. No obstante en el relato hesiódico se nos dice que los tres centímanos permanecieron encadenados hasta su liberación por parte de Zeus. El autor especifica que Urano los había encerrado porque se sentía amenazado por el vigor, la belleza y la estatura de los tres hermanos; mientras tanto permanecían angustiados y con el corazón lleno de dolor. Gea, profetizando la batalla a favor de Zeus y los otros olímpicos, conminó a estos para que pusieran fin al cautiverios de sus hijos. Zeus aceptó el consejo y pidió ayuda a los centímanos a cambio de la libertad; estos aceptaron en palabras de Coto, y Zeus los alimentó con néctar y ambrosía para devolverles el vigor. De esta manera los centímanos participaron en la Titanomaquia a favor de Zeus: «en la vanguardia provocaron un violento combate. Trescientas rocas lanzaban sin respiro con sus poderosas manos y cubrieron por completo con estos proyectiles a los titanes. Los enviaron bajo la anchurosa tierra y los ataron entre inexorables cadenas». Al terminar la guerra los hecatónquiros se establecieron en unos palacios sobre las raíces del río Océano, convirtiéndose en los guardianes de las puertas del Tártaro, donde Zeus había encerrado a los titanes.
Virgilio también describe a Briareo morando en el Tártaro. Más adelante lo vuelve a citar: «como el gigante Egeón, el que tenía, según cuentan, cien brazos y cien manos y vomitaba llamas de sus cincuenta pechos por sus cincuenta bocas cuando rugía contra el rayo de Júpiter».
En los poemas homéricos solo se utiliza el término ἑκατόγχειρος (hekatónjeiros) para describir a Briareo, a quien los hombres llaman Egeón. En la Ilíada hay una historia, que no se encuentra en ningún otro sitio, que dice que en algún momento los dioses estaban intentando derrocar a Zeus, y este llegó a ser encadenado por Hera, Atenea y Poseidón, pero fracasaron cuando Tetis invocó a Briareo, que acudió en ayuda de Zeus. El autor, ensalzando el poder del mismo, especifica que «Briareo es más fuerte que su padre».
Según un relato evemerista, citado por Paléfato, Coto y Briareo, en vez de ser gigantes monstruosos eran hombres mortales. Estos fueron denominados hecatónquiros porque vivían en una ciudad llamada Hecatonquiria. Ayudaron a los habitantes de Olimpia (los olímpicos) a expulsar a los titanes de su ciudad.
En la Suda se dice que los tres tritopatores, dioses benévolos de los vientos adorados en Atenas, se llamaban, ora Almácides, Protocles y Protocleonte, ora Coto, Briareo y Giges, confundiéndolos de esta manera con los hecatonquiros.
A veces se considera a los hecatónquiros como deidades del mar, y puede que provengan de los pentekonter, barcos con cincuenta remeros. Otros interpretan a los centímanos como las personificaciones de las tempestades marinas.